# Shamrock (Texas)
Shamrock es una ciudad ubicada en el condado de Wheeler en el estado estadounidense de Texas. En el Censo de 2010 tenía una población de 1910 habitantes y una densidad poblacional de 360,26 personas por km².

## Geografía
Shamrock se encuentra ubicada en las coordenadas 35°12′55″N 100°14′46″O / 35.21528, -100.24611. Según la Oficina del Censo de los Estados Unidos, Shamrock tiene una superficie total de 5.3 km², de la cual 5.3 km² corresponden a tierra firme y (0%) 0 km² es agua.

## Demografía
Según el censo de 2010, había 1910 personas residiendo en Shamrock. La densidad de población era de 360,26 hab./km². De los 1910 habitantes, Shamrock estaba compuesto por el 81.83% blancos, el 4.55% eran afroamericanos, el 1.26% eran amerindios, el 0.58% eran asiáticos, el 0% eran isleños del Pacífico, el 8.69% eran de otras razas y el 3.09% pertenecían a dos o más razas. Del total de la población el 20.99% eran hispanos o latinos de cualquier raza.